# شن‌های کف رودخانه
شن‌های کف رودخانه یک مجموعه تلویزیونی محصول سال ۱۳۷۶ به کارگردانی یوسف سیدمهدوی،  و تهیه‌کنندگی یوسف سیدمهدوی می‌باشد که از شبکه ۳ پخش شد.

## بازیگران
- صالح میرزاآقایی
- فرداد صفاخو
- رامبد شکرآبی
- شراره درشتی
- حمیدرضا پگاه
- امیر رضا دلاوری
- علیرضا ثانی‌فر
- مریلا زارعی
- محبوبه مقبلی (بازیگر مهمان)
- عبدالرضا اکبری
- نگین صدق‌گویا
- اکبر قدمی
- بهزاد رحیم‌خانی
- محمدرضا حقگو
- ژیلا صادقی
- شمسی فضل‌الهی (بازیگر مهمان)
- فخرالدین صدیق‌شریف
- مهتاج نجومی
- فرهادفاتحی (بازیگرمهمان)
- لوریک میناسیان (بازیگر مهمان)
- نعیمه نظام‌دوست
- مهدی محمدی (بازیگر مهمان)

حمید مهرآرا (بازیگر مهمان)
بازيگر خردسال مارال مظفري نژاد
شیرین کاظمی